# Leonard Kosencha
Leonard Kirwa Kosencha (né le 21 août 1994 à Kilgoris) est un athlète kényan spécialiste du 800 mètres.

## Carrière
Âgé de seize ans seulement, Leonard Kosencha remporte début juillet 2011 à Lille le titre du 800 mètres des Championnats du monde jeunesse, compétition internationale réservée aux athlètes de moins de dix-huit ans. Il réalise à cette occasion en 1 min 44 s 08 la meilleure performance cadets de tous les temps, ainsi que la 6e meilleure performance mondiale sénior de l'année 2011, derrière David Rudisha, Abubaker Kaki, Yuriy Borzakovskiy et David Mutua. À titre de comparaison, la performance réalisée par Kosencha, dans une course où deux autres athlètes descendent sous les 1 min 45 s, est inférieure aux temps réalisés par les vainqueurs des finales des Jeux olympiques de 2004 et de 2008.
En mai 2012, Leonard Kosencha remporte le meeting Ligue de diamant de Shanghai, devant son comptriote Timothy Kitum, dans le temps de 1 min 46 s 04. Fin mai, il se classe deuxième du Meeting de Rabat, derrière Mohammed Aman, mais porte son record personnel à 1 min 43 s 60.

### Palmarès
| Date | Compétition                    | Lieu  | Résultat | Temps         |
| ---- | ------------------------------ | ----- | -------- | ------------- |
| 2011 | Championnats du monde jeunesse | Lille | 1er      | 1 min 44 s 08 |

### Records
| Épreuve | Performance   | Lieu  | Date        |
| ------- | ------------- | ----- | ----------- |
| 800 m   | 1 min 43 s 60 | Rabat | 27 mai 2012 |